# Harald Sonesson (tecknare)
Harald Sonesson, född 19 april 1942 i  Nässjö, död 5 november 2023 i Lund, var en svensk tecknare och illustratör. 
Harald Sonesson är mest känd för sina illustrationer av Pelle Svanslös, Rasmus Nalle och de nya Muminböckerna . Han medarbetade även med text till Bamse.